# VK Lokomotiv Nowosibirsk
Der VK Lokomotiv Nowosibirsk (russisch волейбольный клуб Локомотив Новосибирск) ist ein russischer Männer-Volleyballverein aus Nowosibirsk. Der Verein wurde 1977 als Sever Nowosibirsk gegründet. 1997 erfolgte die Umbenennung in Lokomotiv. Nach mehreren Ab- und Aufstiegen spielt man seit 2006 in der russischen Superliga. 2010 und 2011 wurde Lokomotiv Russischer Pokalsieger. 2012 verpasste man in der Champions League durch ein 11:15 im GoldenSet gegen Arkasspor İzmir knapp das Final Four.
Im Jahr 2013 gewann der Verein vor heimischem Publikum die Champions League. Nachdem man im Halbfinale des Final Fours Zenit Kasan bezwungen hatte, schlug Lok im Finale die Italiener Piemonte Volley mit 3:2 Sätzen.